# Баймэй-хан Кулун-бек
Баймэй-хан Кулун-бек (кит. трад. 白眉可汗, пиньинь baimeikehan, личное имя Кулун-бек, устар. Баймэй-хан Хулунфу; личное имя кит. упр. 阿史那鹘陇匐, пиньинь ashinagulongfu, палл. Ашина Гулунфу) — каган Восточно-тюркского каганата с 744 по 745 год. Сын Пан Кюль-тегина. Последний каган из рода Ашина.

## Правление
Принял власть над остатками каганата. Уйгуры и карлуки убили басмальского хана и отправили его голову в Чанъань. Уйгурский хан Пэйло объявил себя Кутлуг-Бильге Кюль-ханом и часть подчинил, частью уничтожил басмолов. В 744 году танский военачальник Ван Чжунцы отправился добивать остатки тюрок. Он уничтожил 11 родов и восточного апа-тархана у гор Сахэней. Баймэй-хан откочевал на запад, но там его настигли уйгуры и отрубили голову. Пофу, вдова кагана, собрала остатки народа и уехала в Китай, где ей дали титул и хорошие содержание.
Император Сюань-цзун (династия Тан, 712—756) получил голову последнего кагана и устроил праздник во дворце Хуаэлоу.
Остатки восточных тюрок растворились среди китайских табгачей и уйгуров.